# Gran Premi Vila-real
Le Gran Premi Vila-real est une course cycliste espagnole disputée au printemps autour de Vila-real, dans la Communauté valencienne. Créée en 1924, cette compétition se déroule habituellement sur deux étapes. Elle est organisée par un club local, avec le soutien de la Fédération régionale. 
Anciennement ouverte aux professionnels, l'épreuve est actuellement réservée aux amateurs. Des champions réputés comme Federico Bahamontes, Fernando Manzaneque ou Angelino Soler s'y sont imposés par le passé. 
De 2012 et 2014, le Grand Prix se tient sous le format d'un contre-la-montre par équipes pour les cyclistes juniors (moins de 19 ans). En 2024, il célèbre officiellement son centenaire. Il fait partie des plus anciens événements cyclistes encore organisés en Espagne,. 

## Palmarès
| Année     | Vainqueur                       | Deuxième            | Troisième            |
| --------- | ------------------------------- | ------------------- | -------------------- |
| 1924      | Gabriel Cruz                    |                     |                      |
| 1925-1940 | Pas organisé                    |                     |                      |
| 1941      | Antonio Escuriet                |                     |                      |
| 1942      | Vicente Carretero               |                     |                      |
| 1943      | Vicente Miró                    |                     |                      |
| 1944      | Pas organisé                    |                     |                      |
| 1945      | Martín Mancisidor               |                     |                      |
| 1946      | Joaquín Olmos                   |                     |                      |
| 1947-1950 | Pas organisé                    |                     |                      |
| 1951      | Manuel Llorens                  |                     |                      |
| 1952-1953 | Pas organisé                    |                     |                      |
| 1954      | Federico Bahamontes             |                     |                      |
| 1955      | Antonio Jiménez Quiles          |                     |                      |
| 1956      | José Ignacio Ametller           |                     |                      |
| 1957      | Fernando Manzaneque             |                     |                      |
| 1958      | Ramón Jordán                    |                     |                      |
| 1959      | Juan García Such                |                     |                      |
| 1960      | José Martí                      |                     |                      |
| 1961      | Angelino Soler                  |                     |                      |
| 1962      | Juan Sánchez Camero (ca)        |                     |                      |
| 1963      | José Manuel López Rodríguez     |                     |                      |
| 1964      | Fulgencio Sánchez (es)          |                     |                      |
| 1965      | Eduardo Castelló                |                     |                      |
| 1966      | Salvador Tomás                  |                     |                      |
| 1967      | José Albelda                    |                     |                      |
| 1968      | Demetrio Martí                  |                     |                      |
| 1969      | Jesús Manzaneque                |                     |                      |
| 1970      | Manuel Trenco                   |                     |                      |
| 1971      | Antonio Jiménez Luján           |                     |                      |
| 1972      | Manuel Esparza                  |                     |                      |
| 1973      | Guillermo Molina                |                     |                      |
| 1974      | Antonio Jiménez Luján           |                     |                      |
| 1975      | Jerónimo Ibáñez                 |                     |                      |
| 1976      | Blas Domingo Llidó              |                     |                      |
| 1977      | Jesús Guzmán (es)               |                     |                      |
| 1978      | Pedro Jesús Huertas             |                     |                      |
| 1979      | Carlos Machín                   |                     |                      |
| 1980      | Carlos Greus                    |                     |                      |
| 1981      | Alfredo Savio Piñón             |                     |                      |
| 1982      | José Luis Navarro               |                     |                      |
| 1983      | José del Ramo                   |                     |                      |
| 1984      | José Claramunt (es)             |                     |                      |
| 1985      | José Suñé Miquel                |                     |                      |
| 1986      | Juan Carlos Arribas (es)        |                     |                      |
| 1987      | Pedro Marquina                  |                     |                      |
| 1988      | Vicente Esbrí                   |                     |                      |
| 1989      | Francisco Manrubia              |                     |                      |
| 1990      | Javier Soler                    |                     |                      |
| 1991      | José Luis Ortego                |                     |                      |
| 1992      | José M. Torrija                 |                     |                      |
| 1993      | Isaac Palacios                  |                     |                      |
| 1994      | Juan Rodrigo Arenas             |                     |                      |
| 1995      | Julio López Toribio             |                     |                      |
| 1996      | Domingo Segado                  |                     |                      |
| 1997      | Tomás Valls                     |                     |                      |
| 1998      | Álvaro Forner                   |                     |                      |
| 1999      | Juan Gomis                      |                     |                      |
| 2000      | Rafael Fernández Roig           |                     |                      |
| 2001      | Romes Gainetdinov               |                     |                      |
| 2002      | Santiago Segú Pombo             |                     |                      |
| 2003      | Miguel Alandete                 |                     |                      |
| 2004      | José Ignacio Gutiérrez          | Leonid Timchenko    | Vicente Fernández    |
| 2005      | Victor Hugo González            | Rafael Miravalles   | Ibon Zugasti         |
| 2006      | Francisco Torrella              | Félix Casañs        | Óscar López          |
| 2007      | Vladimir Shchekunov             | Vicent Perales      | Alexander Rybakov    |
| 2008      | Vicente Perales                 |                     | Pascual Falcó        |
| 2009      | José Belda                      | Artem Ovechkin      | Vicente Grau (es)    |
| 2010      | Benjamín Prades                 |                     |                      |
| 2011      | Sergio Mantecón                 |                     |                      |
| 2012      | Castillo de Onda                |                     |                      |
| 2013      | Flex-Fundación Alberto Contador | Castillo de Onda    | Infinobras-VLC Terra |
| 2014      | Flex-Fundación Alberto Contador |                     |                      |
| 2015      | Iván Martínez                   | Víctor Etxeberria   | Jorge Arcas          |
| 2016      | Iván Martínez                   | Íñigo Ojeda         | Gonzalo Serrano      |
| 2017      | Juan Antonio López-Cózar        | Óscar Cabedo        | Nícolas Sessler      |
| 2018      | Pas organisé                    |                     |                      |
| 2019      | Iván Moreno                     | Eusebio Pascual     | Jorge Bueno          |
| 2020      | Annulé                          |                     |                      |
| 2021      | Toby Perry                      | José David Martínez | Romaric Forqués      |
| 2022      | Carlos Collazos                 | Alberto Álvarez     | David Delgado        |
| 2023      | Kacper Krawczyk                 | Jaume Guardeño      | Josep Tomàs          |
| 2024      | José Luis Faura                 | Iban Gutiérrez      | Víctor Castellano    |
| 2025      | Mario Silva Baeza               | Izan Monroig        | Marc Rubirola        |